# Messier 71
Messier 71 sau M71 este un roi de stele globular.